# Praga AN
Praga AN (Alfa Nákladní) byl nákladní automobil/dodávka vyráběný Automobilním oddělením První českomoravské továrny na stroje v Praze-Libni mezi lety 1924–1940. Konstrukčně vycházel z modelu osobního vozu Praga Alfa.

## Varianty

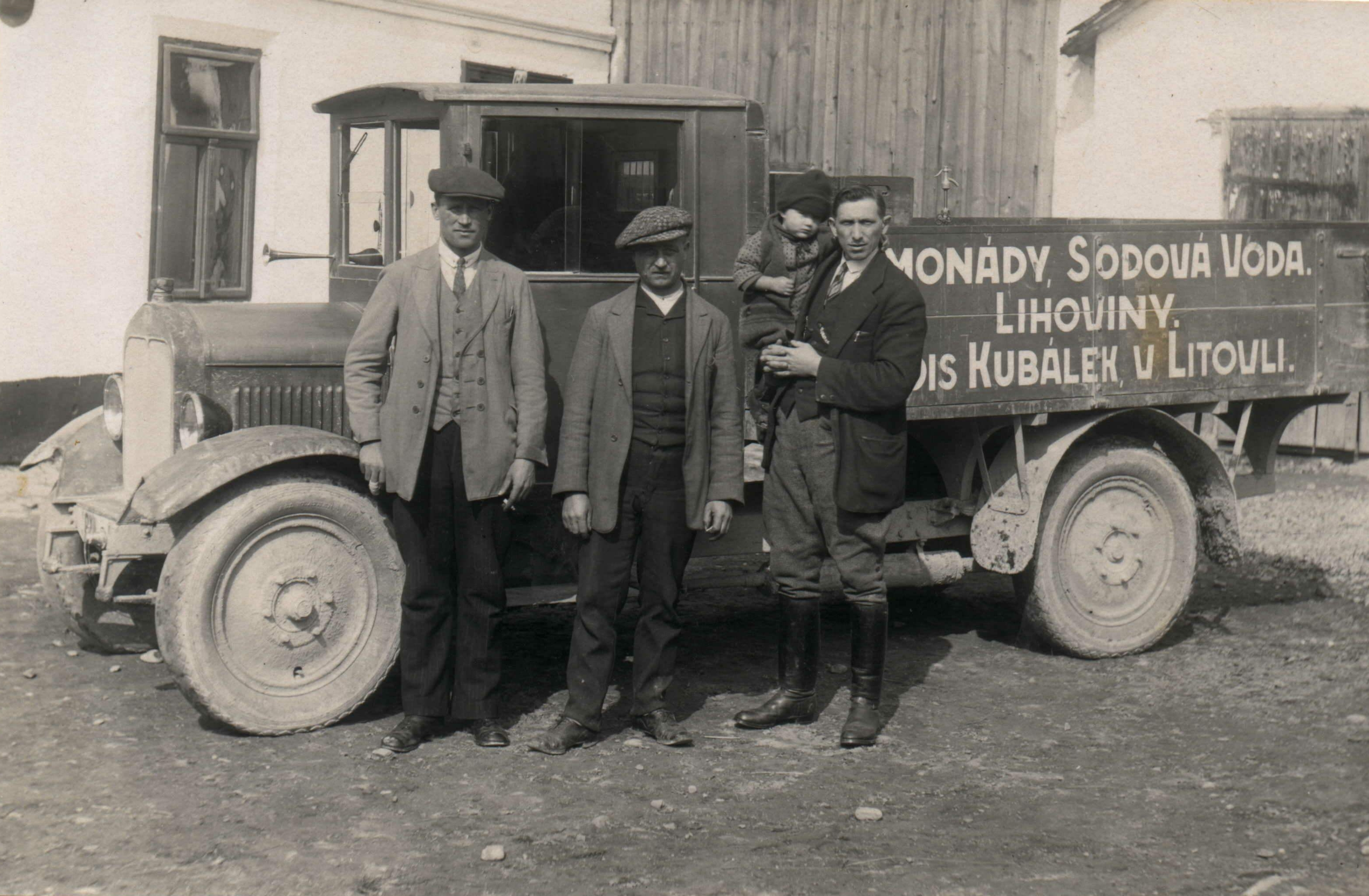
Praha AN, 1930

Chassi a přední část vozu zůstaly od původní Alfy nezměněny, zadní čast byla pak přeměněna na nákladovou plochu, od roku 1929 pak na přání i skříňovou nástavbou. Vůz byl vyráběn také ve variantě autobusu pod názvem Praga AO.

Série 1-5 byly vyráběny v letech 1924 až 1926 a technicky odpovídaly vozům Alfa sérií 5-11 vyráběným ve stejné době. Vyrobeno bylo přibližně 500 až 750 kusů. V letech 1926 až 1928 byly pak vyráběny série 6-10 s výkonnějším motorem Praga Alfa řady 12. Bylo vyrobeno 1100 až 1110 kusů a 70 dvanáctimístných autobusů (typ AO). 

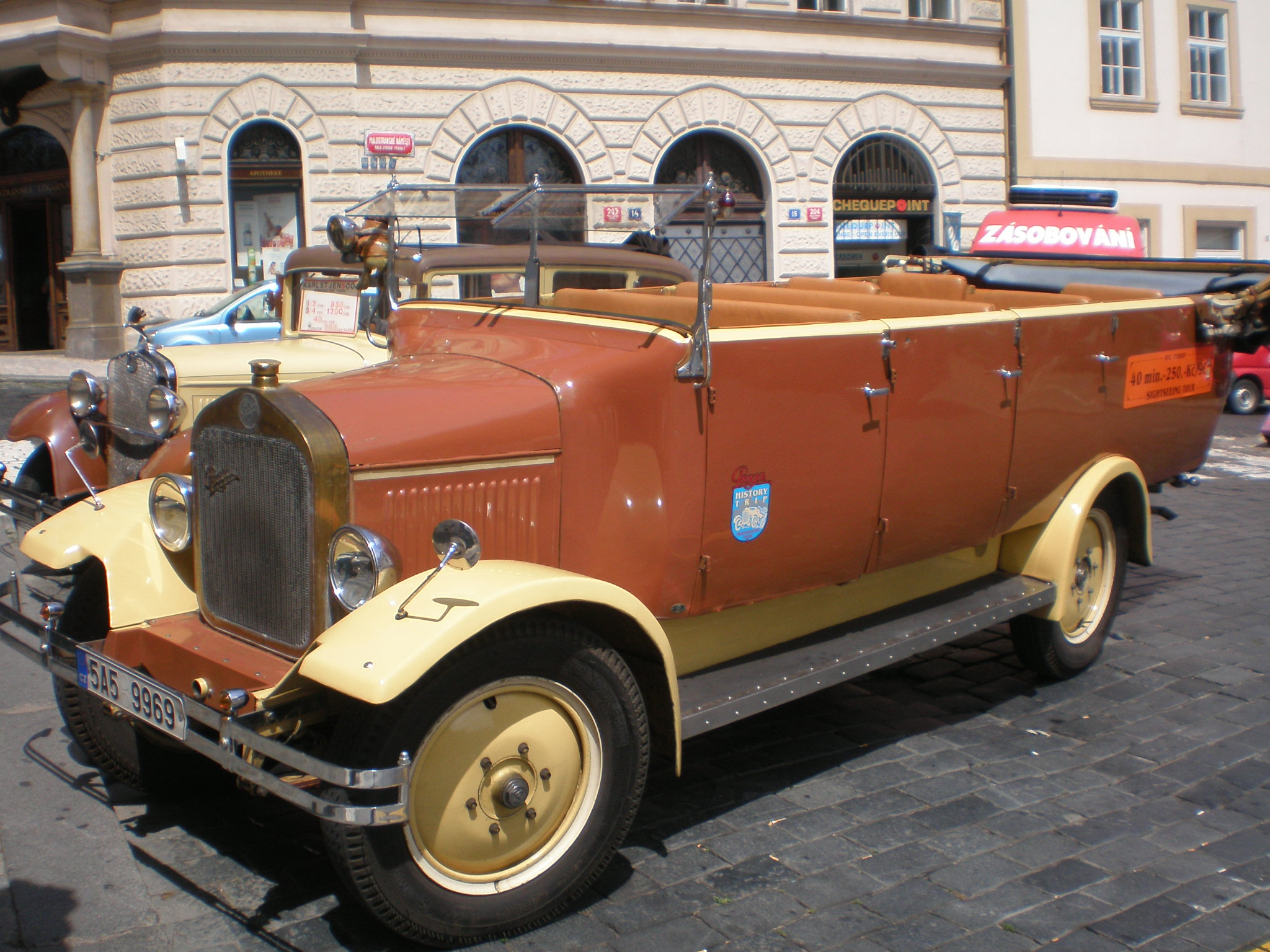
Výletní autobus Praga AO (2007)

Použitý šestiválcový motor byl ale vyhodnocen jako za nevhodný pro nákladní automobil. V důsledku těchto závěrů obdržely Pragy AN 11. a 12. série (1928-1929) motor s 62-70 mm válci a zdvihovým objemem 1695 cm³. Těchto vozů bylo postaveno asi 800, jejich pořizovací cena se pak pohybovala mezi 55 000 a 58 000 Kč. Od roku 1929 byla u série 13 velikost válce opět zvětšena, nově na 75 mm, mezi lety 1929 až 1939 bylo vyrobeno 2500 kusů. Vozidla vyráběná od roku 1937 měla o něco kratší podvozek. Použitý motor byl mj. montován také do tančíku vz. 33. 
V roce 1931 bylo postaveno 100 exemplářů s 2,5litrovým šestiválcovým motorem Praga Alfa 22. série, v roce 1934 blíže nespecifikovaný jednorázový a v letech 1938-40 jeden policejní autobus. 
Jistý počet kusů vznikl též v úpravě hasičského vozidla.